# Campionati italiani estivi di nuoto 1976
I Campionati italiani assoluti di nuoto 1976 si sono svolti a Milano dall'11 al 14 settembre 1976. È stata utilizzata la vasca da 50 metri.

## Podi

### Uomini
| Evento               | Oro                                                                            | Tempo    | Argento                                                                                       | Tempo    | Bronzo                                                                                        | Tempo    |
| Stile libero         |                                                                                |          |                                                                                               |          |                                                                                               |          |
| 100 m                | Paolo Revelli                                                                  | 53"8     | Roberto Pangaro                                                                               | 54"4     | Paolo Barelli                                                                                 | 54"5     |
| 200 m                | Paolo Revelli                                                                  | 1'56"39  | Raffaele Franceschi                                                                           | 1'59"06  | Giorgio Quadri                                                                                | 1'59"32  |
| 400 m                | Paolo Revelli                                                                  | 4'10"26  | Giorgio Quadri                                                                                | 4'12"14  | Stefano Lanata                                                                                | 4'12"33  |
| 1500 m               | Giorgio Quadri                                                                 | 16'22"56 | Stefano Lanata                                                                                | 16'37"86 | Giovanni Nagni                                                                                | 16'39"03 |
| Dorso                |                                                                                |          |                                                                                               |          |                                                                                               |          |
| 100 m                | Angelo Lo Faro                                                                 | 1'01"63  | Stefano Bellon                                                                                | 1'02"27  | Lapo Cianchi                                                                                  | 1'02"59  |
| 200 m                | Stefano Bellon                                                                 | 2'11"8   | Daniele Cerabino                                                                              | 2'13"7   | Lucio Notturni                                                                                | 2'15"3   |
| Rana                 |                                                                                |          |                                                                                               |          |                                                                                               |          |
| 100 m                | Giorgio Lalle                                                                  | 1'07"38  | Giancarlo Mauro                                                                               | 1'08"77  | Roberto Migliori                                                                              | 1'09"78  |
| 200 m                | Giorgio Lalle                                                                  | 2'27"1   | Giancarlo Mauro                                                                               | 2'29"4   | Lorenzo Marugo                                                                                | 2'30"3   |
| Farfalla             |                                                                                |          |                                                                                               |          |                                                                                               |          |
| 100 m                | Paolo Barelli                                                                  | 58"40    | Riccardo Urbani                                                                               | 58"80    | Alessandro Griffith                                                                           | 59"72    |
| 200 m                | Alessandro Griffith                                                            | 2'09"18  | Giuseppe Tomarchio                                                                            | 2'12"26  | Massimo Di Fabio                                                                              | 2'12"76  |
| Misti                |                                                                                |          |                                                                                               |          |                                                                                               |          |
| 200 m                | Paolo Barelli                                                                  | 2'12"98  | Lorenzo Marugo                                                                                | 2'14"11  | Claudio Zei                                                                                   | 2'14"64  |
| 400 m                | Vittorio Alberti                                                               | 4'45"50  | Maurizio Divano                                                                               | 4'52"27  | Salvatore Nania                                                                               | 4'53"00  |
| Staffette            |                                                                                |          |                                                                                               |          |                                                                                               |          |
| 4x100 m stile libero | De Gregorio-NC Verona Augusto Papini Claudio Zei Riccardo Urbani Paolo Revelli | 3'40"65  | Aniene Alberto Castagnetti Pietro Tornaboni Luca Vangelista Roberto Pangaro                   | 3'41"65  | Gruppo Sportivo Carabinieri Mario Lovisolo Lorenzo Marugo Marco Marcovaldi Marcello Guarducci | 3'43"71  |
| 4x200 m stile libero | De Gregorio-NC Verona Paolo Revelli Riccardo Urbani Claudio Zei Augusto Papini | 8'00"30  | Gruppo Sportivo Carabinieri Lorenzo Marugo Mario Lovisolo Marco Marcovaldi Marcello Guarducci | 8'11"6   | Canottieri Napoli Corbino Mangano Silvestri Maurizio Castagna                                 | 8'12"7   |
| 4x100 m mista        | De Gregorio Lucio Notturni Giancarlo Mauro Riccardo Urbani Paolo Revelli       | 4'03"30  | Fiamme Oro Gennaro Roberto Migliori Paolo Barelli Michele D'Oppido                            | 4'05"11  | Lazio Nuoto Tomassini Gilberto Giberti Carlo Rossato Giorgio Quadri                           | 4'10"71  |

### Donne
| Evento               | Oro                                                                              | Tempo   | Argento                                                              | Tempo   | Bronzo                                                                   | Tempo   |
| Stile libero         |                                                                                  |         |                                                                      |         |                                                                          |         |
| 100 m                | Maria Cristina Ponteprimo                                                        | 1'01"8  | Marina Cavallero                                                     | 1'02"3  | Paola Martinuzzi                                                         | 1'02"9  |
| 200 m                | Laura Bortolotti                                                                 | 2'10"75 | Giuditta Pandini                                                     | 2'11"85 | Sonia Rosini                                                             | 2'13"53 |
| 400 m                | Laura Bortolotti                                                                 | 4'28"11 | Giuditta Pandini                                                     | 4'30"91 | Eleonora Bortolotti                                                      | 4'33"25 |
| 800 m                | Laura Bortolotti                                                                 | 9'05"72 | Giuditta Pandini                                                     | 9'06"42 | Sonia Rosini                                                             | 9'13"26 |
| Dorso                |                                                                                  |         |                                                                      |         |                                                                          |         |
| 100 m                | Francesca De Martino                                                             | 1'08"68 | Paola Cesari                                                         | 1'08"91 | Cristina Grugni                                                          | 1'09"02 |
| 200 m                | Tiziana Bertolani                                                                | 2'26"6  | Cristina Grugni                                                      | 2'28"8  | Paola Cesari                                                             | 2'29"5  |
| Rana                 |                                                                                  |         |                                                                      |         |                                                                          |         |
| 100 m                | Iris Corniani                                                                    | 1'18"36 | Monica Corò                                                          | 1'20"85 | Maurizia Lenardon                                                        | 1'22"50 |
| 200 m                | Iris Corniani                                                                    | 2'50"00 | Maurizia Lenardon                                                    | 2'50"2  | Tiziana Rachetto                                                         | 2'51"2  |
| Farfalla             |                                                                                  |         |                                                                      |         |                                                                          |         |
| 100 m                | Cinzia Rampazzo                                                                  | 1'05"78 | Antonella Valentini                                                  | 1'08"02 | Paola Tentoni                                                            | 1'08"09 |
| 200 m                | Cinzia Rampazzo                                                                  | 2'22"49 | Monica Dolcini                                                       | 2'25"71 | Cristina Quintarelli                                                     | 2'25"95 |
| Misti                |                                                                                  |         |                                                                      |         |                                                                          |         |
| 200 m                | Cinzia Rampazzo                                                                  | 2'29"35 | Tiziana Bertolani                                                    | 2'30"51 | Maria Teresa Davanzo                                                     | 2'31"32 |
| 400 m                | Giuditta Pandini                                                                 | 5'13"87 | Anna Bertasi                                                         | 5'19"45 | Maria Teresa Davanzo                                                     | 5'21"29 |
| Staffette            |                                                                                  |         |                                                                      |         |                                                                          |         |
| 4x100 m stile libero | San Donato Roberta Felotti Eleonora Bortolotti Giuditta Pandini Laura Bortolotti | 4'13"89 | Fiat Ricambi Marina Cavallero Ghidoni Grobberio Barbara Cassinelli   | 4'14"23 | Triestina Nuoto Maurizia Lenardon Giulia Pettener C. Sterni Laura Sterni | 4'15"67 |
| 4x200 m stile libero | San Donato Eleonora Bortolotti Paola Longhi Giuditta Pandini Laura Bortolotti    | 8'53"30 | Lazio Nuoto Antonella Valentini Barachini Giuliana Scornayenchi Neri | 9'07"4  | Roma Nuoto Cinzia Savi Scarponi Paola Persi Marina Corsi Carla Di Seri   | 9'08"8  |
| 4x100 m misti        | Andrea Doria Paola Cesari Sabrina Negroponte Monica Dolcini Cristina Stuttgard   | 4'40"21 | NC Milano Cristina Grugni Tei Maria Teresa Davanzo Silvia Blosi      | 4'40"70 | Triestina Nuoto Giulia Pettener Maurizia Lenardon Belleli Laura Sterni   | 4'40"8  |